# Елефант-енд-Касл (станція метро)
51°29′44″ пн. ш. 0°06′02″ зх. д. / 51.495556° пн. ш. 0.100556° зх. д.

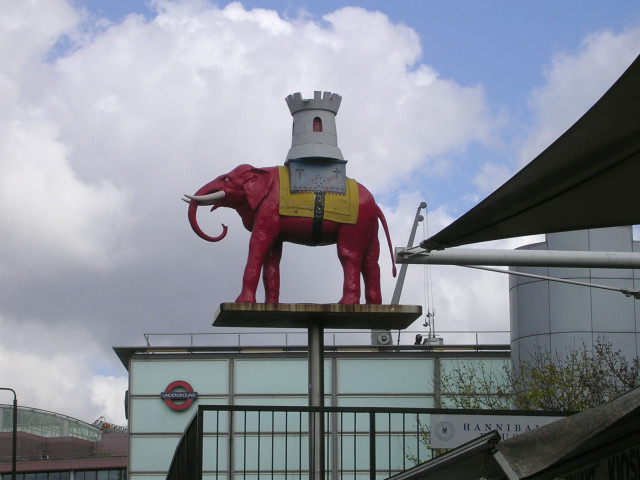
Статуя, що зображує назву 'Слон і замок' поруч із входом на станцію Північної лінії

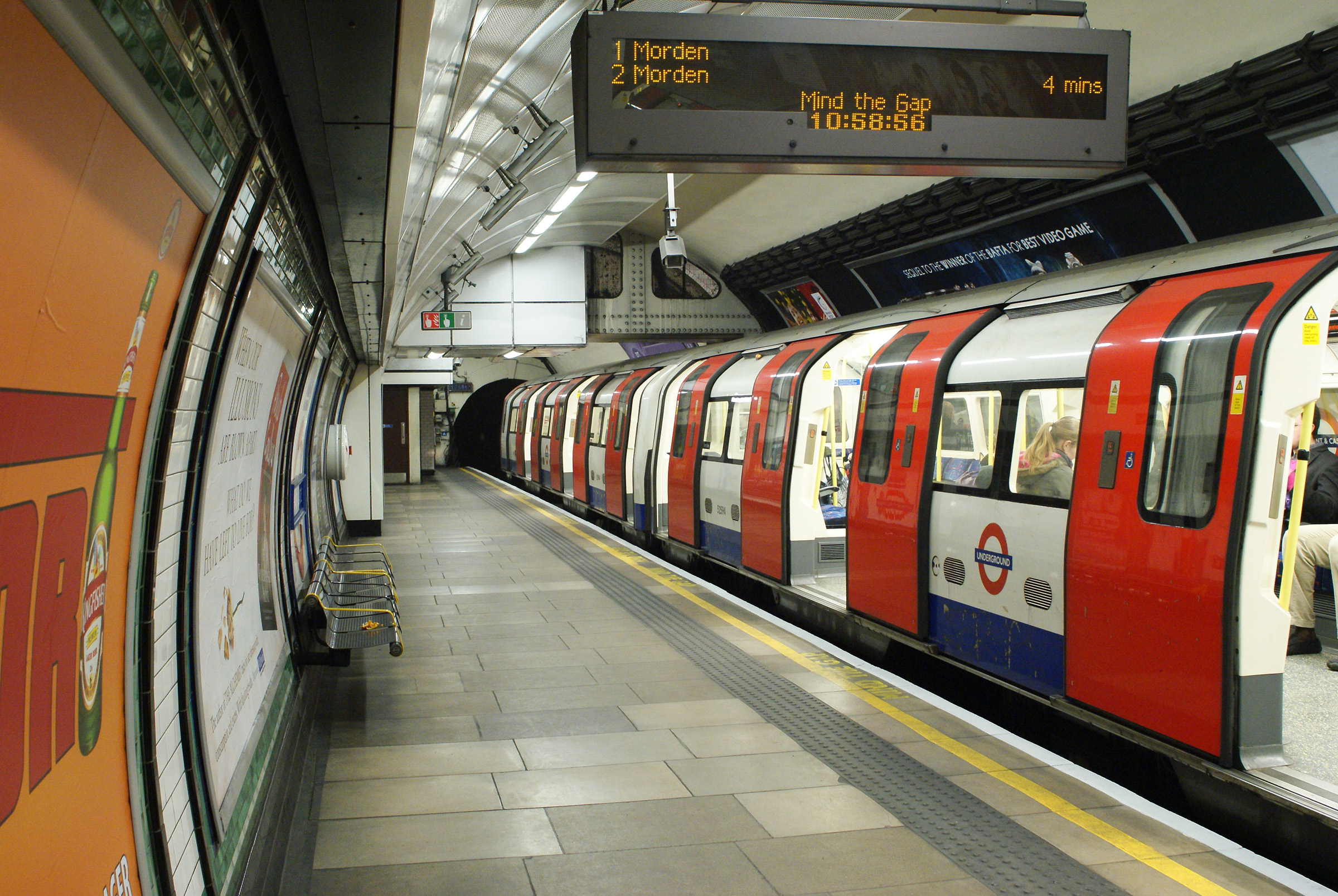
Платформа метростанції Елефант-енд-Касл, Північна лінія

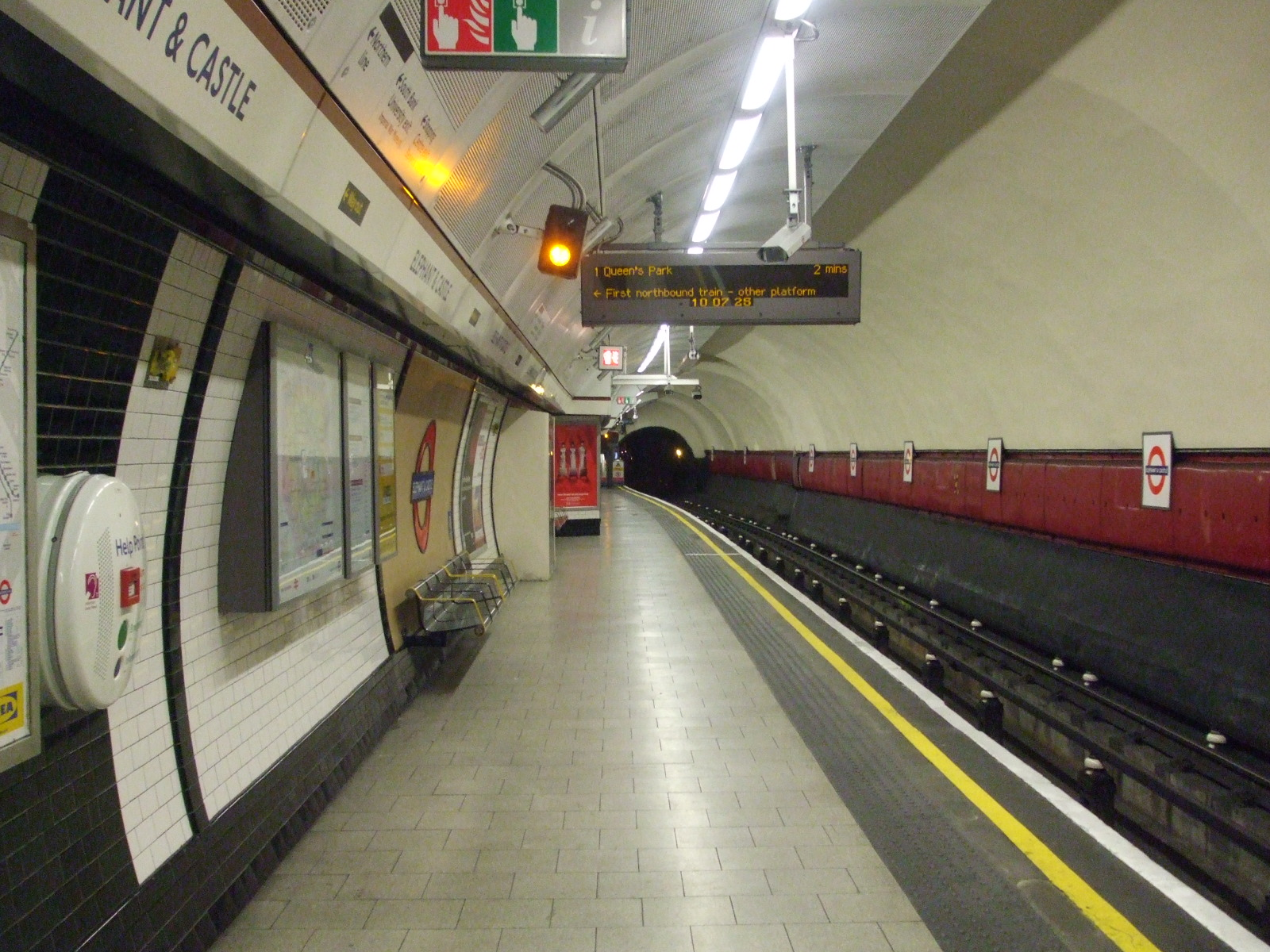
Платформа метростанції Елефант-енд-Касл, лінія Бейкерлоо

Елефант-енд-Касл (англ. Elephant & Castle) — станція Лондонського метро, розташована у районі лондонського боро Саутерк на півдні Лондона, на відгалуженні Бенк Північної лінії між станціями Кеннінгтон та Боро, і є південним кінцем лінії Бейкерлоо, наступна станція — Ламбет-Норт. Станція розташована у 1-й та 2-й тарифній зоні. Пасажирообіг на 2017 рік — 22.10 млн. осіб

## Історія
- 25. липня 1890 — відкриття станції у складі City and South London Railway (C&SLR)
- 5. серпня 1906 — відкриття платформ Baker Street and Waterloo Railway (BS&WR).[4]

## Пересадки
- на автобуси London Buses маршрутів:  1, 12, 35, 40, 45, 53, 63, 68, 133, 136, 148, 155, 168, 171, 172, 176, 188, 196, 333, 343, 344, 360, 363, 388, 415, 453, 468, C10, P5,[5] нічних маршрутів: N1, N63, N68, N89, N133, N155, N171, N343[6], цілодобових маршрутів: 12, 35, 53, 148, 176, 188, 344, 453[5][6]
- на залізничну станцію Елефант-енд-Касл.